# Veronica lanuginosa
Veronica lanuginosa là một loài thực vật có hoa trong họ Mã đề. Loài này được Benth. ex Hook. f. miêu tả khoa học đầu tiên năm 1884.